# Helena Grossówna
Helena Grossówna (ur. 25 listopada 1904 w Toruniu, zm. 1 lipca 1994 w Warszawie) – polska tancerka, aktorka teatralna i filmowa.

## Życiorys

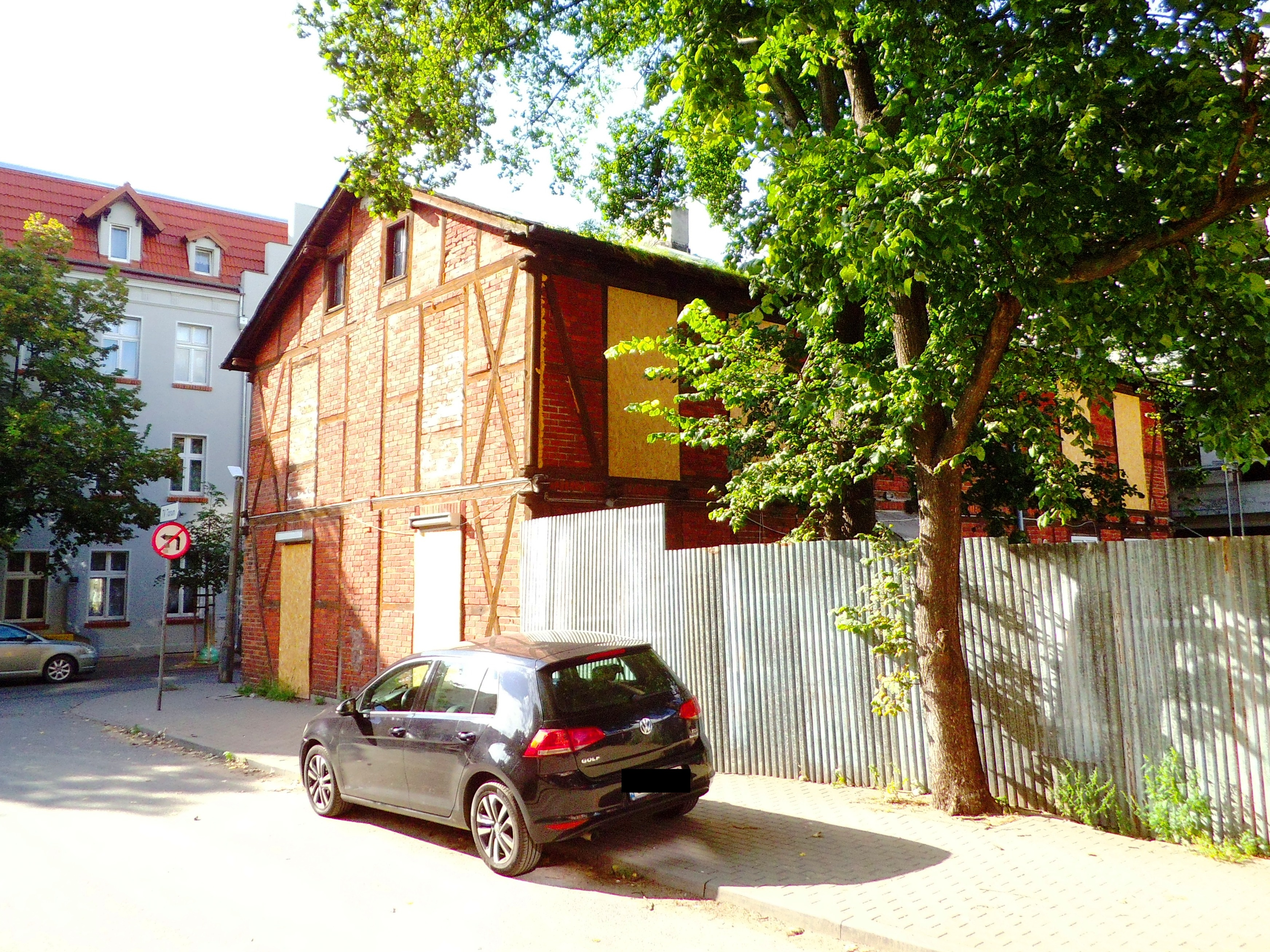
Oryginalna lokalizacja budynku przy ul. PCK 30 w Toruniu, w którym mieszkała Helena Grossówna

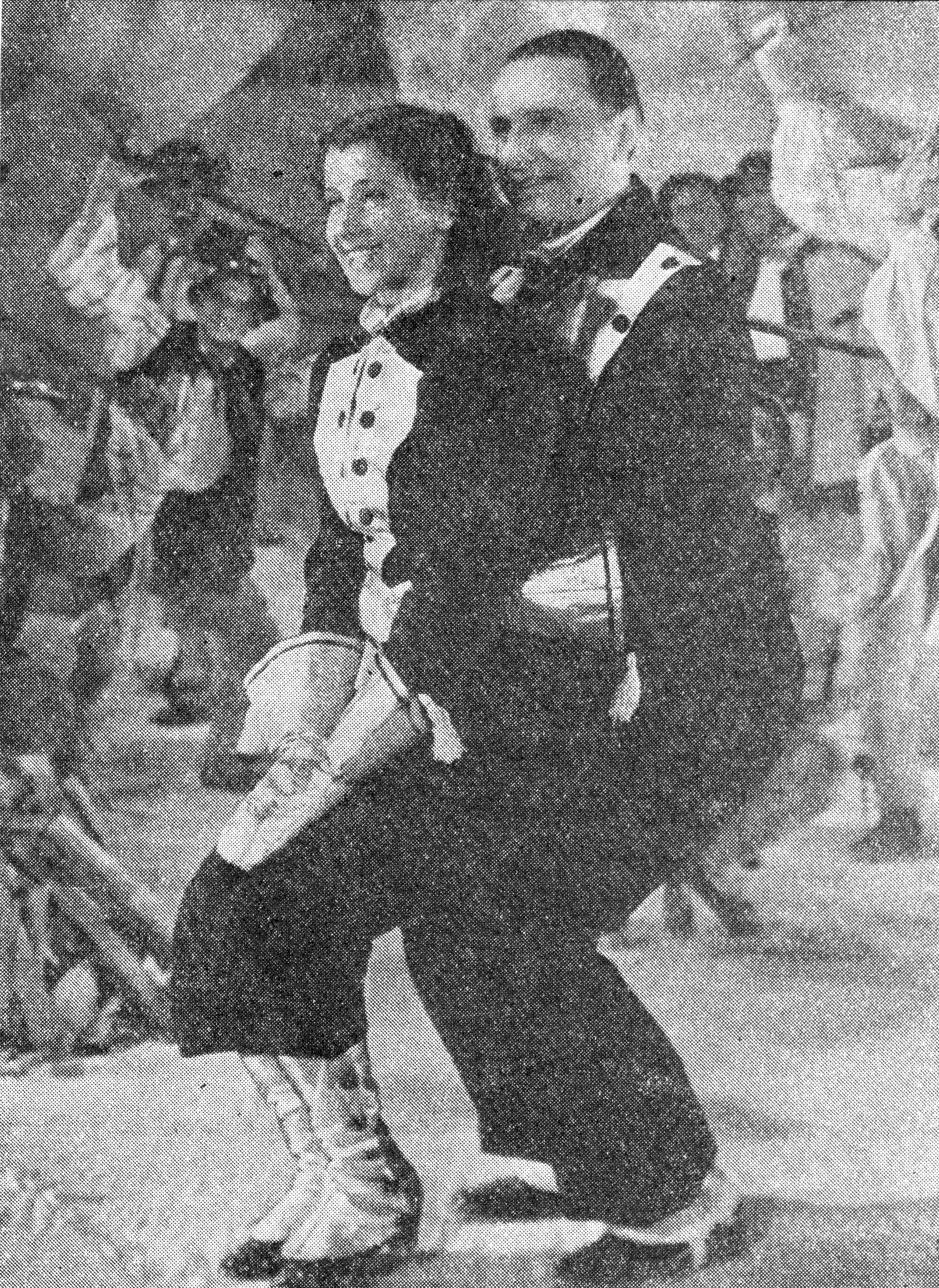
Helena Grossówna i Wojciech Ruszkowski w Przygodzie w Grand Hotelu

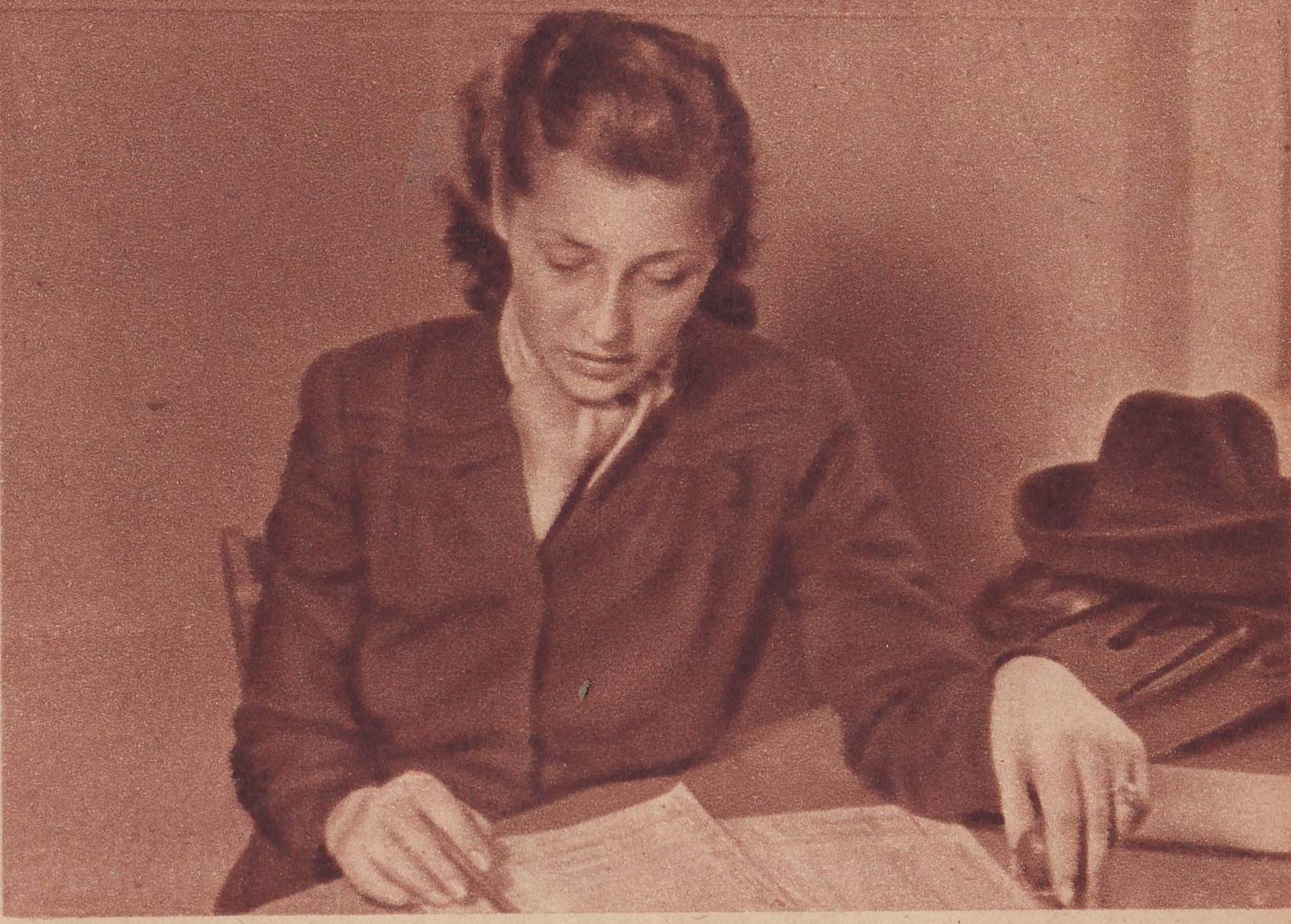
Helena Grossówna w 1946

Była córką Leonarda (rzeźnika) i Walerii z domu Winiawskiej. Ukończyła szkołę baletową w Toruniu. Po debiucie scenicznym w 1926 kształciła się i występowała we Włoszech i Francji. Po powrocie do kraju grała m.in. w poznańskim Teatrze Nowym i warszawskich Qui Pro Quo, Małym, Wielkiej Rewii i Cyruliku Warszawskim. W filmie debiutowała w 1935. Do 1939 uchodziła za ulubienicę publiczności w Polsce.
Podczas okupacji była kelnerką. Występowała w teatrzyku Na Antresoli. Występowała od czasu do czasu również w oficjalnych teatrach. Była jednocześnie oficerem AK. W stopniu porucznika dowodziła podczas powstania warszawskiego oddziałem kobiecym w ramach batalionu „Sokół” (pseudonim „Bystra”). Po kapitulacji powstania więziona w obozie jenieckim Gross-Lübars, a następnie w stalagu w Oberlangen, który wyzwoliła 1 Dywizja Pancerna generała Maczka – służył w niej przyszły mąż Heleny – Tadeusz Cieśliński. Wróciła do kraju i od 1948 związała się z warszawskim teatrem „Syrena”. W 1964 przeszła na emeryturę.
Zmarła 1 lipca 1994 w Warszawie. Została pochowana na cmentarzu w Zerzniu.

## Życie prywatne
Jej pierwszym mężem był Jan Gierszal, za którego wyszła 14 lipca 1928. Drugim mężem był Tadeusz Cieśliński, z którym miała syna Michała. Pod koniec lat 30. związała się z piosenkarzem Tadeuszem Jasłowskim, z którym była aż do jego śmierci w 1940.

## Upamiętnienie
W 2013 r. Poczta Polska wyemitowała zaprojektowany przez Marzannę Dąbrowską upamiętniający Helenę Grossównę znaczek pocztowy o nominale 1,60 zł należący do serii „Ludzie kina i teatru”.
10 grudnia 2016 decyzją Rady Miasta Torunia (z 27 października 2016) na wniosek dr. Krzysztofa Trojanowskiego Helena Grossówna została patronką nowego ronda przy ul. Kościuszki w Toruniu. W tym samym dniu odbyła się uroczystość odsłonięcia tablicy pamiątkowej na Szkole Podstawowej nr 6 przy ul. Łąkowej, do której uczęszczała Helena Grossówna. Tablica, ufundowana przez organizatorów Międzynarodowego Festiwalu Filmowego Toffifest, została przeniesiona ze zlikwidowanego „Naszego Kina” w centrum miasta.
W 2019 ukazał się komiks pt. Helena Grossówna. Nigdy nie trać nadziei wg scenariusza Macieja Jasińskiego z rysunkami Jacka Michalskiego i przedmową dra Krzysztofa Trojanowskiego (ISBN 978-83-953483-1-0).

## Przedstawienia teatralne i rewie
- 1935 – Przygoda w Grand Hotelu, „Wielka rewia”
- 1935 – Kawiarenka, „Wielka rewia”
- 1936 – Cabaretissimo, Cyrulik Warszawski
- 1936 – Król pod parasolem, „Cyrulik Warszawski”
- 1936 – Ogród rozkoszy, „Cyrulik Warszawski”
- 1937 – Jaś u raju bram, „Cyrulik Warszawski”
- 1937 – Dla ciebie, Warszawo, „Wielka rewia”
- 1939 – Skąd swąd, Qui Pro Quo

## Filmografia
- 1935: Kochaj tylko mnie
- 1936: Dodek na froncie
- 1936: Mały Marynarz
- 1936: Dwa dni w raju
- 1936: Straszny dwór
- 1936: Tajemnica panny Brinx
- 1937: Parada Warszawy
- 1937: Dyplomatyczna żona
- 1937: Piętro wyżej
- 1938: Robert i Bertrand
- 1938: Królowa przedmieścia
- 1938: Szczęśliwa trzynastka
- 1938: Paweł i Gaweł
- 1938: Zapomniana melodia
- 1938: Florian
- 1939: Włóczęgi
- 1939: Uwaga szpieg (planowany)
- 1939: Szalona Janka (planowany)
- 1939: Moja mama to ja (planowany)[8]

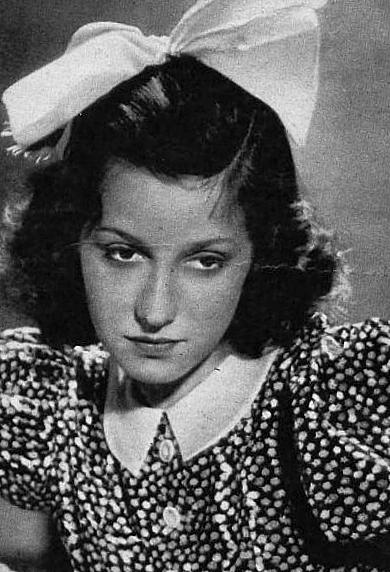
Helena Grossówna w filmie Paweł i Gaweł (1938)

- 1939: Testament profesora Wilczura
- 1960: Kolorowe pończochy
- 1962: O dwóch takich, co ukradli księżyc
- 1962: Mój stary
- 1963: Zbrodniarz i panna
- 1965: Niekochana
- 1965: Podziemny front – pani Zofia, matka Ryśka (odc. 3)
- 1967: To jest twój nowy syn
- 1970: Pan Dodek[9]

## Odznaczenia
- Krzyż Walecznych
- Krzyż Zasługi z Mieczami
- Krzyż Partyzancki
- Medal za Warszawę 1939–1945